# Pedro José de Noronha Camões de Albuquerque Moniz e Sousa
Pedro José de Noronha Camões de Albuquerque Moniz e Sousa (17 de agosto de 1716 - 11 de março de 1788) foi 4º conde de Vila Verde e 3º Marquês de Angeja de juro e herdade. Foi gentil-homem da câmara de D. Maria I de Portugal, foi um estadista, exercendo diversos cargos de confiança régia, nomeadamente o de Capitão-General da Armada Real dos Galeões de Alto Bordo do Mar Oceano.
Para si e para todos os seus foi sempre de grande prodigalidade. Apesar de tantos cargos e honrarias, não consta que para o bem público estabelecesse alguma coisa útil, além dum jardim botânico, o reconhecido Parque do Monteiro-Mor. Isso embora no conhecido Palácio dos Marqueses de Angeja, na Rua da Junqueira, em Lisboa, igualmente conseguiu formar um notável Gabinete museológico de Curiosidades com diversos espécimes de história natural e alguns objetos de etnografia, de onde se destaca uma múmia egípcia, único exemplar cujo paradeiro se conhece actualmente.

## Biografia
No reinado de D. Maria I, a partir de 1777, foi ministro assistente ao despacho (também dito na época primeiro ministro) e presidente do Real Erário. 
Era contrário ao governo do Marquês de Pombal, mas atravessou esse período com tanta dissimulação que confessava ser ele, entre os membros da nobreza, um dos poucos homens em cujos pensamentos e intenções o governante nunca pudera penetrar. Depois da queda do ministro de D. José, tendo sido favorecido pela intimidade do rei consorte D. Pedro, pela fraqueza da rainha e pela fama de erudito que alcançara, Angeja foi escolhido, quando se formou o gabinete que sucedeu ao de Pombal, para ministro assistente ao despacho e presidente do Real Erário. Nessa qualidade, foi uma das figuras mais salientes do período de reacção antipombalina que ficou conhecido por Viradeira.
Falto de experiência, parece ter presidido aos seus atos, como Ministro, a única ideia de uma completa reação contra o governo do seu antecessor, porque uma das primeiras medidas que adotou foi mandar suspender as obras começadas pelo Marquês de Pombal para a reconstrução de Lisboa, que o terremoto de 1755 havia reduzido a um monte de ruínas. 0 povo dizia então, resumindo nesta frase o juízo que formava do novo governo, a cuja frente estava Angeja: «Mal por mal, antes Pombal».
O Marquês, além dos títulos que herdara do Pai, alcançou sucessivamente os seguintes: Gentil-Homem da Real Câmara, Deputado da Junta dos Três Estados, do Conselho da Rainha D. Maria I de Portugal e do Conselho de Guerra, Tenente General dos Exércitos, Ministro Adjunto do Gabinete, Presidente e Lugar-Tenente da Real Pessoa no Erário Régio, Governador da Torre de São Vicente de Belém, Inspetor Geral de toda a arrecadação das fazendas dos armazéns da Guiné e Índia e do Arsenal Real da Marinha, Inspetor Geral das obras públicas e do plano de reedificação da cidade, Comendador da Ordem de Cristo e da Ordem de Santiago, Capitão General da Armada Real dos Galeões de Alto Bordo do Mar Oceano.
Em 1783, tendo adoecido, foi substitui-lo no ministério o Visconde de Vila Nova de Cerveira, D. Tomás Xavier de Lima Nogueira Vasconcelos Teles da Silva, agraciado depois com o título de Marquês de Ponte de Lima. Ainda em 1786, o marquês de Angeja recebeu a valiosa comenda da Vila do Torrão.
Silveira Pinto, na «Resenha das Famílias Titulares de Portugal» e Felgueiras Gaio, no «Nobiliário ''das Famílias de Portugal», dizem que tinha o escudo do seu brasão aquartelado as Armas Reais de Portugal, no segundo das de Castela, mantelado de prata, e dois leões de púrpura batalhantes com uma bordadura de ouro e veiros da cor azul, assim os seus alternos. Era brasão privativo dos Noronhas da Casa D'Angeja, pois a casa tinha a varonia de Noronha, provinda de D. Henrique II de Castela, já que seu filho o Sr. D. Afonso, Conde de Gijon e Noronha em Castela, casara com Isabel, filha bastarda de Fernando I de Portugal, e foram pais de D. Constança de Noronha.

### dados genealógicos
Era filho do 2.º marquês de Angeja e 3.º conde de Vila Verde, D. António de Noronha, e de sua mulher D. Luísa Josefa de Meneses, filha dos 4.os condes de Tarouca.
Casamentos:
- 1 - 31 de outubro de 1733 casou com D. Maria de Lorena (1718-17 de janeiro de 1742), filha do 3° Marquês de Alegrete e 4° Conde de Vila Maior[2]. Nessa altura vivia em Viana do Castelo[4];
- 2 -  em 28 de fevereiro de 1745 casou com a prima Francisca de Assis Rita de Noronha (8 de maio de 1728-27 de fevereiro de 1796) Comendadeira da Comenda do Torrão da Ordem de Santiago, filha de D. Diogo de Noronha, 3° Marquês de Marialva por casamento, e de D Joaquina Maria Madalena da Conceição e Menezes.

Pais de:
D. José Xavier de Noronha Camões de Albuquerque de Sousa Moniz (1741-1811 Rio de Janeiro), 5º Conde de Vila Verde, 4º Marquês de Angeja.